# بول تيليش
بول يوهانس تيليش (بالألمانية: Paul Johannes Tillich) هو فيلسوف وجودي مسيحي ولاهوتي ألماني أمريكي ولد في يوم 20 أغسطس 1886 في قرية ستارسيدل (بولندا حالياً) في مقاطعة براندنبورغ في الإمبراطورية الألمانية، أصبح واحد من أشهر اللاهوتيين في القرن العشرين. إرتكزت فلسفته على إعادة فهم المسيحية على الأساس الوجودي وإعادة كتابة تاريخ اللاهوت العقائدي والفكر الديني. أشهر مؤلفاته هي النظام اللاهوتي (1951-1953) و الشجاعة لتكون (1952) و ديناميكيات الإيمان (1957) توفي في سنة 1965 في شيكاغو.
يعتبر كتابه منهجية علم اللاهوت (1951 - 1963) ذو الثلاثة مجلدات أشهر أعماله الذي طور فيه «طريقة الارتباط» خاصته، وهو نهج لاستكشاف رموز الوحي المسيحي كإجابات عن قضايا الوجود الإنساني التي أثارتها تحاليل الفلسفة الوجودية المعاصرة.

## السيرة الذاتية
ولد تيليش في 20 أغسطس 1886، في قرية ستارزديل (ستاروسايدل)، في مقاطعة براندنبورغ، التي كانت في ذلك الوقت جزءاً من ألمانيا. كان بول الأكبر بين أشقائه، فكان له شقيقتين اثنتين، يوهانا (من مواليد عام 1888، وتوفيت في 1920) وإليزابيث (من مواليد عام 1893). كان والد بول البروسي يوهانس تيليش قسًا لوثريًا محافظًا في كنيسة الإنجيلية التابعة للدولة في مقاطعة بروسيا الكبرى، أما والدته ماتيلد دورسيلين من راينلاند (التي تعرف اليوم بألمانيا) فقد كانت أكثر ليبرالية.
أصبح والد بول عندما كان ابنه في الرابعة، مشرفًا على أبرشية باد شونفليس (التي تعرف اليوم باسم تشتشيسكو زدروي في بولندا)، وهي بلدة لا يتعدى عدد سكانها الثلاثة آلاف، بدأ فيها بول تحصيل تعليمه الابتدائي. أُرسل تيليش في عام 1898 إلى بلدة كونيغسبرغ في نيومارك (التي تتوضع اليوم في بولندا ويطلق عليها اسم خوينا) ليبدأ دراسته في مدرسة رياضيّة. اضطر بول هناك إلى الإقامة في نزل شعر فيه بالوحدة التي سعى للتغلب عليها من خلال قراءة الإنجيل أثناء مواجهته للأفكار ذات التوجه الإنساني في المدرسة. نُقل والد تيليتش في عام 1900 إلى برلين، ما اضطر بول لترك مدرسته للالتحاق بمدرسة أخرى في برلين، والتي تخرج منها عام 1904. توفيت والدة بول في شهر سبتمبر من عام 1903 أي قبل تخرجه بعام واحد، وكان حينها بعمر السابعة عشر. التحق تيليتش بالعديد من الجامعات، وهي جامعة برلين ابتداءً من عام 1904، وجامعة إبرهارد كارل في توبنغن في عام 1905، وجامعة مارتن لوثر في هاله فيتنبرغبين عام 1905 و 1907. حصل بول تيليتش في عام 1911 على درجة الدكتوراه في الفلسفة من جامعة بريسلاو، وحصل في عام 1911 على شهادة في علم اللاهوت من جامعة مارتن لوثر في هاله فيتنبرغ. أصبح تيليتش خلال الفترة التي قضاها في الجامعة عضوًا في منظّمة وينغوولف الشاملة في برلين، وفي جامعة إبرهارد كارل في توبنغن، وجامعة هاله.
عُيّن تيليش في عام 1912، كقسيس أللوثري في مقاطعة براندنبورغ. تزوج تيليتش في 28 سبتمبر من عام 1914 من مارغاريث (غريثي) ويفير (من مواليد 1888 وتوفيت في 1968)، وانضم في شهر أكتوبر من نفس العام (أثناء الحرب العالمية الأولى) إلى الجيش الإمبراطوري الألماني كقسيس. هجرت مارغريث في عام 1919 زوجها بول، بعد أن تورطت بعلاقة غرامية أنتجت من خلالها طفلًا، لم يكن ابن بول، وتطلق الزوجان بعد ذلك. بدأت حياة بول تيليتش العملية الأكاديمية بعد انتهاء الحرب. أصبح تيليتش أستاذًا مساعدًا في علم اللاهوت في جامعة برلين، وهو المنصب الذي شغله في الفترة بين عامي 1919 إلى 1924. قابل بول بعد عودته من الحرب هانا فيرنر جوتشو، التي تزوجها في شهر مارس من عام 1924 (الزواج الذي كان زواجًا ثانيًا لكل منهما) وأنجب منها طفلًا. كتبت جوتشو لاحقًا كتابًا حمل عنوان «من وقت إلى آخر» تحكي فيه قصة حياتهما معًا، تضمّن الكتاب التزام الزوجين بالزواج المفتوح، الأمر الذي أثار غضب البعض، لكنّهما، وبالرغم من ذلك، استمرّا معًا حتى عمر الشيخوخة.
عمل تيليتش بين عام 1924 و 1925 كأستاذٍ لعلم اللاهوت في جامعة ماربورغ، حيث بدأ في تطوير منهجية اللاهوت، فدرّس مقررًا واحدًا حوله في الفترة الأخيرة من فصوله الدراسية الثلاثة. شغل تيليتش بين عامي 1925 و 1929 منصب أستاذٍ مدرس في قسم علم اللاهوت في جامعة دريسدن التقنية، وفي جامعة لايبتزيغ على حد سواء، وشغل أيضًا نفس المنصب في الفترة ما بين عامي 1929 و 1933 في جامعة فرانكفورت. كان بول ويليتش على اتصال مع إريك بريزيوارا.
ألقى تيليتش -في فترة عمله في جامعة فرانكفورت- محاضرات وخطبًا عامّة في جميع أنحاء ألمانيا، الأمر الذي أدخله في صراع مع الحركة النازية، والذي آل به في نهاية المطاف إلى طرده من عمله، بعد تنصيب أدولف هتلر مستشارًا لألمانيا في عام 1933. قام رينهولد نيبور في صيف عام 1933 بزيارة إلى ألمانيا، والتقى بتيليتش بشكل شخصي وأعجب بشخصيته بعد أن كان -بالأصل- معجبًا بكتاباته، وتواصل معه مجدّدا عند علمه بطرده من منصبه. حثّ نيبور تيليتش على الانضمام إلى الهيئة التدريسية في اتحاد المعاهد اللاهوتية في نيويورك، وردّ تيليتش على عرض نيبور بالقبول.
انتقل تيليتش في سن السابعة والأربعين مع عائلته إلى الولايات المتحدة، وتحتّم عليه بذلك تعلم اللغة الإنجليزيّة -وهي اللغة التي سينشر بها مستقبلًا أعمالًا كمنهجية اللاهوت. درس تيليتش بين عامي 1933 و 1955 في اتحاد المعاهد اللاهوتية في نيويورك، حيث بدأ فيه بمنصب أستاذ زائر في فلسفة الدين. شغل بول تيليتش منصب أستاذ زائر أيضًا في جامعة كولومبيا بين عامي 1933 و 1934.
نُظمت زمالة المسيحيين الاشتراكيين في أوائل ثلاثينيات القرن العشرين من قبل رينولد نيبور وآخرين ممن يمتلكون أفكاراً مماثلة. تغير اسم الزمالة في وقت لاحق إلى زمالة الحدود، ومن بعدها إلى زمالة العمل المسيحي. كان كلّ من بول تيليتش وإدوارد هيمان وشيروود إدي وروز تيرلين من بين الداعمين الأساسيّين للزمالة في الأيام الأولى لتنظيمها. آمنت هذه المجموعة في الأيام الأولى لتشكيلها بفكرة تعارض الفردانية الرأسمالية مع الأخلاق المسيحية. على الرغم من أن المجموعة لم تكن شيوعية، لكنها اعترفت بالفلسفة الاجتماعية لكارل ماركس.
تقلّد إريك منصباً في المعهد اللاهوتي الاتحادي في عام 1937 وترقى عام 1940 إلى مرتبة أستاذ في اللاهوت الفلسفي وأصبح مواطناً أمريكياً. اكتسب تيليتش سمعته في الاتحاد، إذ نشر سلسلة من الكتب التي أوجزت توليفه الخاص للاهوت المسيحي البروتستانتي والفلسفة الوجودية. نشر كتاب «على الحدود» عام 1936؛ ونشر عصر البروتستانت ومجموعة من مقالاته في عام 1948، ونشر «زعزعة الأسس»، وهو أول مجلد من أصل ثلاثة مجلدات من مواعظه، في عام 1948 أيضاً. أدت مجموعة مواعظه هذه إلى زيادة شعبيته.
مع ذلك فقد كانت أكبر إنجازاته التبشيرية نشر مجلد منهجية اللاهوت عام 1951، الذي تقلد تيليتش بفضله إشادة أكاديمية، ونشر كتاب «الشجاعة لتكون» عام 1952. حث المجلد الأول من سلسلة منهجية اللاهوت على دعوة لإعطاء محاضرات جيفورد المرموقة خلال عامي 1953-1954 في جامعة أبردين. استند الكتاب الأخير، والذي اعتبر تحفته، إلى منصبه كمحاضر في دوايت إتش هنري عام 1950 ووصل إلى عدد كبير من القراء العوام.
أدت هذه الأعمال إلى تعيينه في كلية اللاهوت بجامعة هارفارد في عام 1955، حيث أصبح واحداً من أساتذة الجامعة الخمسة ذوي الرتب الأعلى في جامعة هارفارد. كان في المقام الأول أستاذاً للطلاب الجامعيين لأنه لم يكن هناك قسم ديني في جامعة هارفارد، ولكنه كان بذلك أكثر انفتاحاً على الجامعة و«تجسد بشكل مثالي مثال أستاذ الجامعة».

## روابط خارجية
- بول تيليش على موقع الموسوعة البريطانية (الإنجليزية)
- بول تيليش على موقع مونزينجر (الألمانية)
- بول تيليش على موقع إن إن دي بي (الإنجليزية)